# Cape Ostryj
Das Cape Ostryj (englisch; russisch Мыс Острый Mys Ostry, deutsch ‚Eckiges Kap‘) ist ein Kap an der Knox-Küste des ostantarktischen Wilkeslands. Es liegt im Gebiet der Bunger-Oase.
Wissenschaftler einer sowjetischen Antarktisexpedition kartierten und benannten es im Jahr 1956. Das Antarctic Names Committee of Australia übertrug diese Benennung 1989 ins Englische.